# 包勤
包勤（德語：Frans van Balkom，1939年10月29日—2015年9月2日），生于荷蘭斯欣奥普赫尔，足球教練。1972年至1975年任日本讀賣足球隊教練。1976年，任香港足球代表隊教練。1977年，包勤帶領香港隊在世界盃亞洲區外圍賽中晉級。其後在世界盃亞洲區五強賽中全負出局。1978年離職。其後歷任伊朗沙巴斯、印尼國家隊、香港東昇、菱電、日本新潟天鵝教練。
包勤于2015年9月2日逝世，享年75岁。